# Alexander Neumann
Alexander Neumann (ur. 15 października 1861 w Jasienicy, zm. 16 lipca 1947 w Wellington) – austriacki architekt żydowskiego pochodzenia specjalizujący się w projektach kamienic mieszkalnych oraz gmachów bankowych.

## Biografia
Alexander Neumann urodził się w Jasienicy na Śląsku Cieszyńskim jako syn żydowskiego fabrykanta z Cieszyna, Moritza Neumanna. W latach 1874–1882 uczęszczał do szkoły realnej w Bielsku, po czym wyjechał do Wiednia, gdzie studiował budownictwo na tamtejszej politechnice pod kierunkiem m.in. Heinricha von Ferstla i Karla Königa. Po zdaniu egzaminu zawodowego odbył podróż po Włoszech, Francji i Hiszpanii.
Karierę zawodową rozpoczął w roku 1888 u boku wyższego radcy budowlanego Niedzielskiego, a następnie od roku 1894 był szefem atelier w biurze projektowym Fellner & Helmer. W 1895 r. otrzymał koncesję budowniczego i rozpoczął samodzielną działalność. W 1909 r. rozpoczął bardzo udaną współpracę z Ernstem Gotthilfem. Biuro specjalizowało się w projektowaniu gmachów bankowych.
Alexander Neumann był żonaty z malarką Hedwig Pisling. Ich syn Friedrich był również architektem, po ukończeniu studiów rozpoczął pracę w biurze ojca, podczas gdy ojciec z niego odszedł. W maju 1939 r. razem z żoną wyemigrował do Nowej Zelandii, dołączając do syna, który już wcześniej tam wyjechał. Tam zmarł w wieku 88 lat.

## Dzieła
- budynki w Bielsku-Białej:

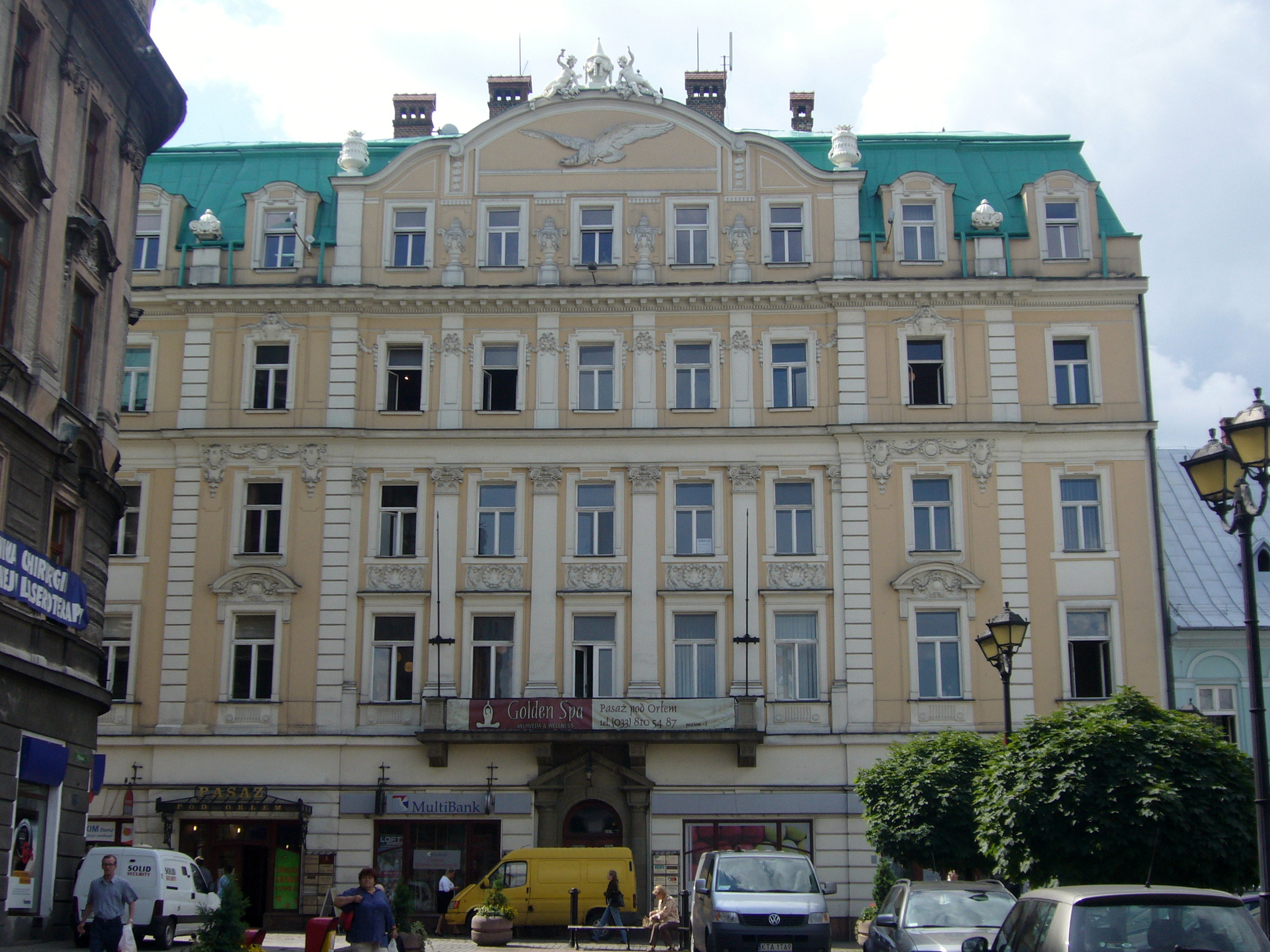
Hotel Pod Orłem, Bielsko-Biała (1905)

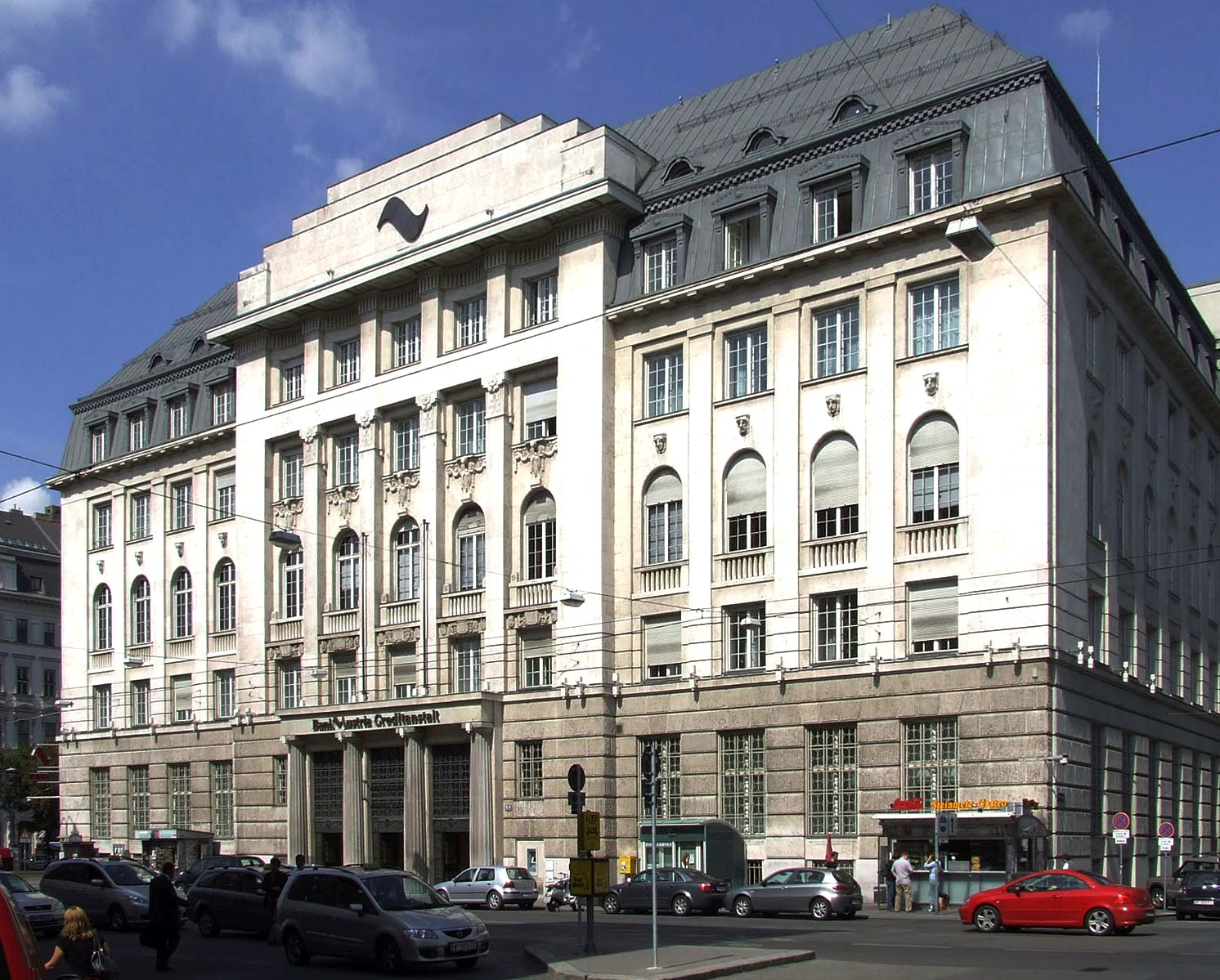
Wiedeńskie Towarzystwo Bankowe, Schottengasse 6–8, Wiedeń (1909–1912)

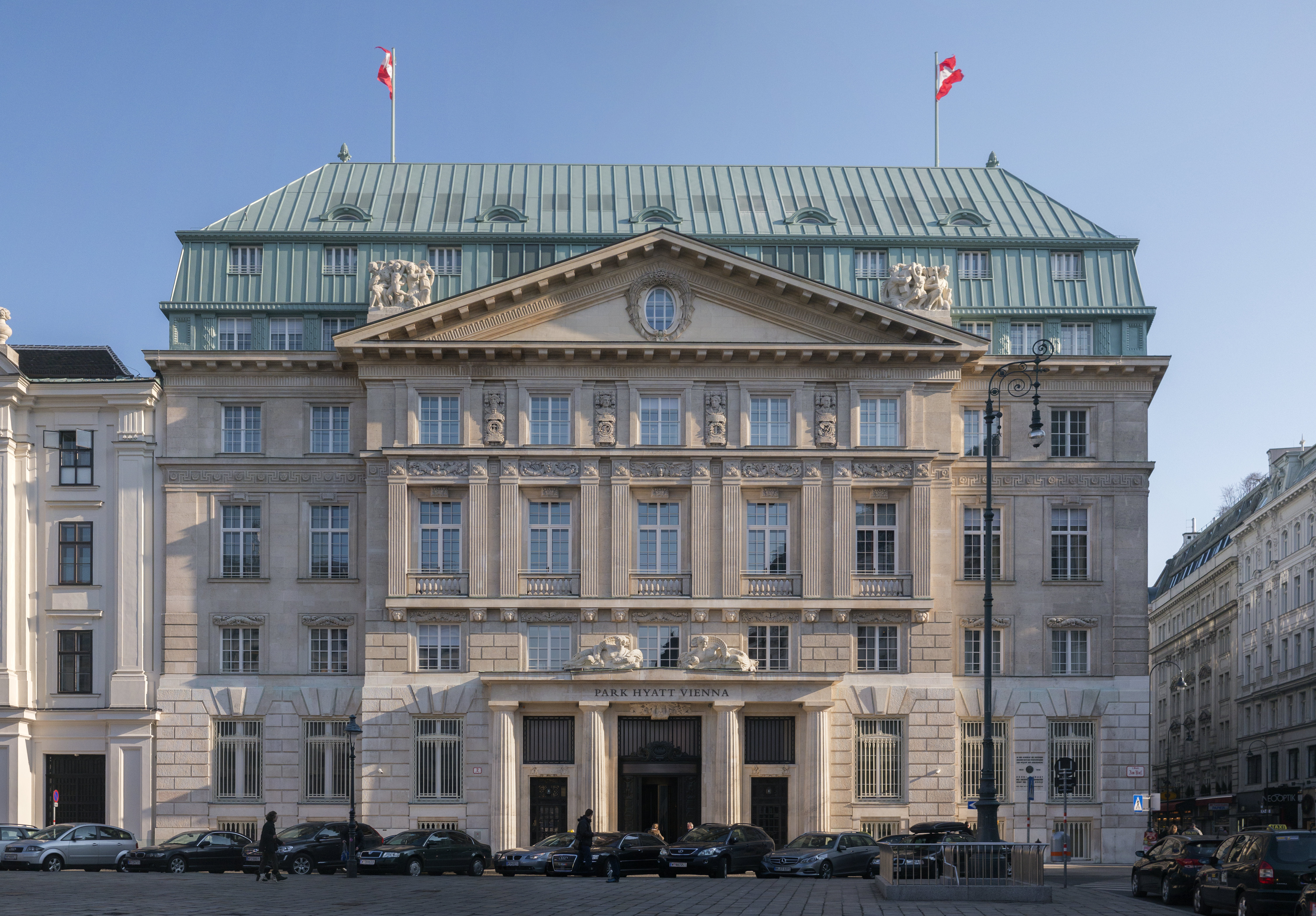
Dolnoaustriackie Towarzystwo Eskomptowe, Am Hof 2, Wiedeń (1913-1914)

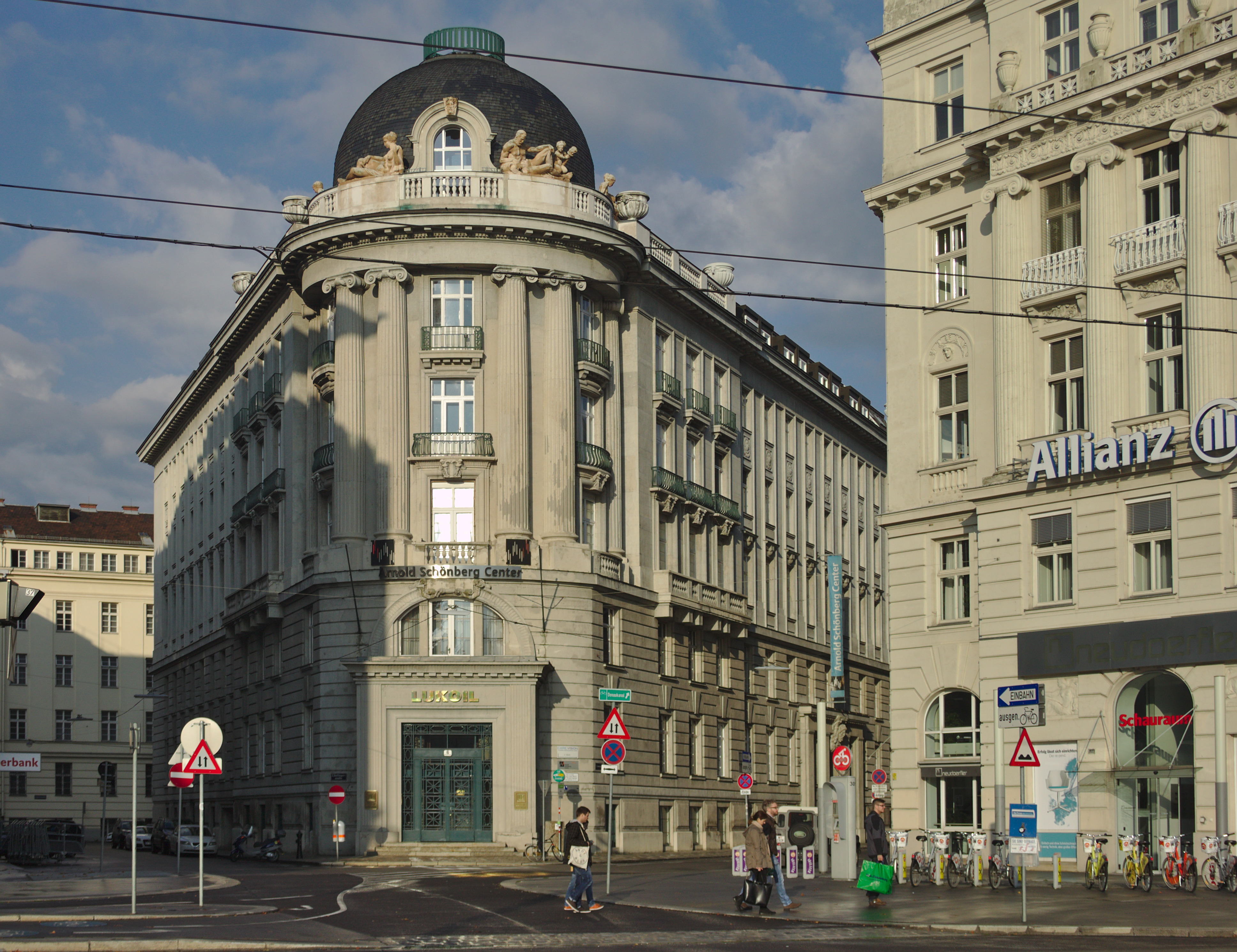
Palais Fanto, Wiedeń (1917–1918)

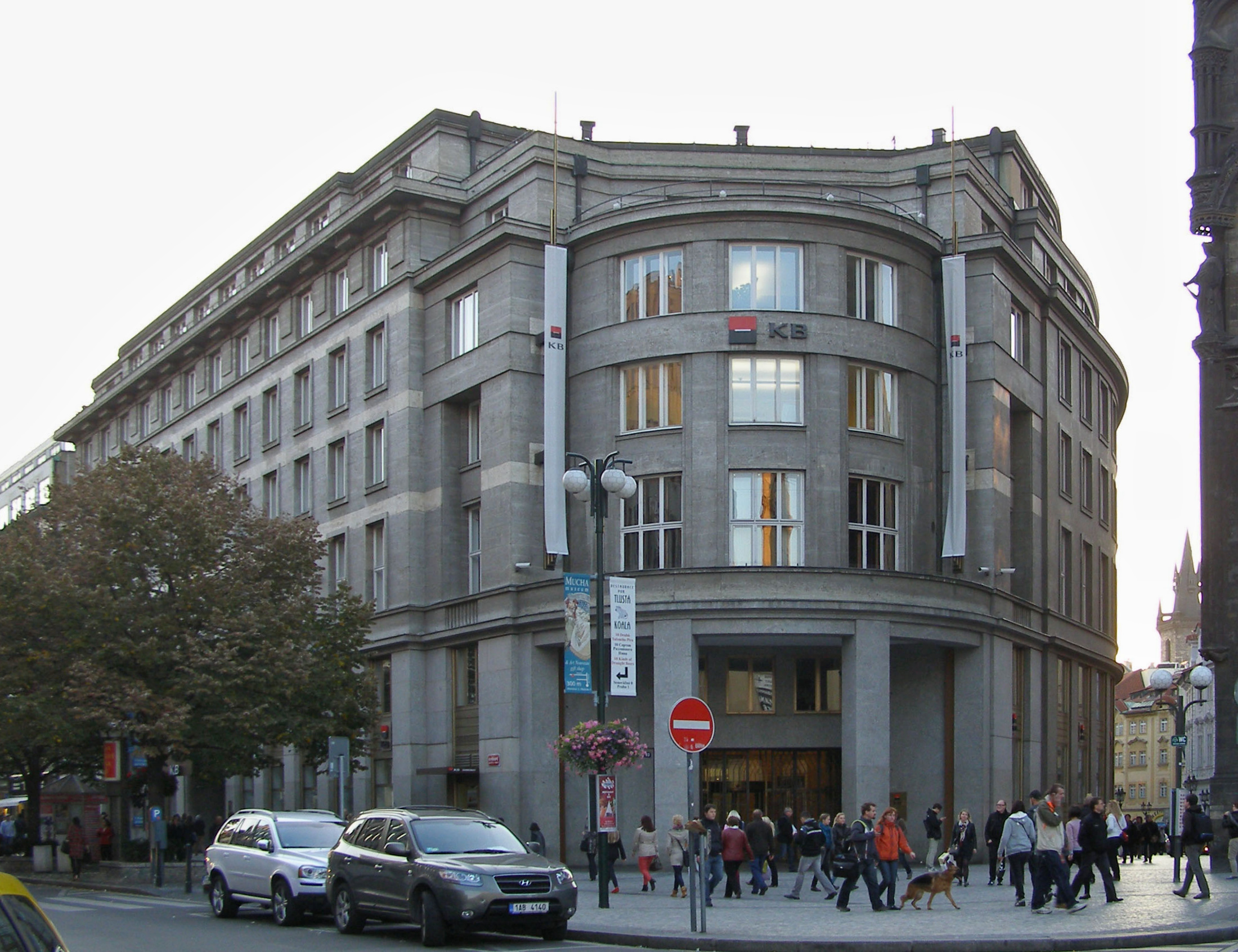
Czeski Bank Eskomptowy i Kredytowy, Praga (1930–1932)

  - kamienica przy ul. 3 Maja 27 (wybudowana dla krewnego Michaela Neumanna, 1897)
  - kamienica przy pl. Wolności 10 (wybudowana dla krewnego Michaela Neumanna, 1904)
  - hotel Pod Orłem (ul. 11 Listopada 60, 1905)
  - Bielsko-Bialska Przędzalnia Czesankowa (?)
- budynki mieszkalne w Wiedniu:
  - oficyna przy Landstraßer Hauptstraße 138-140 (1891)
  - willa przy Pötzleinsdorferstraße 34 (1896, z Ludwigiem Schmidlem)
  - kamienica przy Währinger Gürtel 88 (1897, z Ludwigiem Schmidlem, fasada niezachowana)
  - kamienica przy Schaumburgergasse 20 (1898)
  - kamienica przy Stubenring 22 (1900–1902)
  - kamienica przy Döblinger Hauptstraße 56 (1907)
  - kamienica przy Porzellangasse 36 (1907)
  - kamienica przy Kuppelwiesergasse 13 (1908)
  - kamienica przy Döblinger Hauptstraße 60 (1909)
  - kamienica przy Lange Gasse 67 (1910)
  - kamienica przy Lange Gasse 74 (1910)
  - kamienica Alser Straße 21 (1910–1911, z Ernstem Gotthilfem)
  - zespół kamienic przy Schwarzenbergplatz 7-8 (1916, z Ernstem Gotthilfem)
  - kamienica przy Ungargasse 39 (1914, dekoracja i wieża usunięte)
  - pałac przy Kreindlgasse 25 (1923, z Ernstem Gotthilfem, po zniszczeniach wojennych odbudowany w nowej formie)
  - willa przy Blaasstraße 34 (1929, z Ernstem Gotthilfem i Friedrichem Neumannem)
- gmachy Wiedeńskiego Towarzystwa Bankowego (Wiener Bankverein):
  - w Pradze (Na Příkopě 3, 1906–1908, z Josefem Zasche)
  - w Wiedniu (Schottengasse 6-8, 1909–1912, z Ernstem Gotthilfem)
  - w St. Pölten (Kremser Gasse 39, 1911)
  - w Grazu (Hauptplatz 14, 1915–1920, z Ernstem Gotthilfem)
  - w Stambule
  - we Lwowie
  - w Zagrzebiu
- willa przy Christalnigasse 6 w Baden
- willa Löw-Beer w Brnie (ul. Drobného 22, 1903–1904)
- gmachy Towarzystwa Ubezpieczeń Der ANKER:
  - w Wiedniu (Hoher Markt 10-12, 1913, z Ernstem Gotthilfem, po zniszczeniach wojennych odbudowany w nowej formie)
  - w Pradze
  - w Bratysławie
- gmach Dolnoaustriackiego Towarzystwa Eskomptowego (N.Ö. Escompte-Gesellschaft) w Wiedniu (obecnie Park Hyat Vienna, Am Hof 2, 1913–1914, z Ernstem Gotthilfem)
- gmach bankowy (obecnie Bank Austria Kunstforum) w Wiedniu (Renngasse 2, 1916–1921, z Ernstem Gotthilfem)
- Palais Fanto (obecnie Arnold Schönberg Center) w Wiedniu (Schwarzenbergplatz 6/Zaunergasse 1-3/Lisztstrasse 10/Daffingergasse 10, 1917–1918, z Ernstem Gotthilfem)
- adaptacja budynku Wiedeńskiego Banku Eskomptowego w Wiedniu (Schottengasse 10, 1921–1922)
- budynek biurowy Austriackiego Biura Kredytowego Handlu i Rzemiosła (Österreichische Creditanstalt für Handel und Gewerbe) w Grazu (Kaiserfeldgasse 5, 1922, z Ernstem Gotthilfem)
- gmach Czeskieho Banku Ekspomptowego i Kredytowego (obecnie siedziba Komerční banky) w Pradze (ul. Na Příkopě 33-35/Celetná 40, 1930–1932, z Karlem Jarayem, Josefem Sakařem i Ernstem Gotthilfem)
- budynek Banque balcanique w Sofii